# Château de Bad Homburg

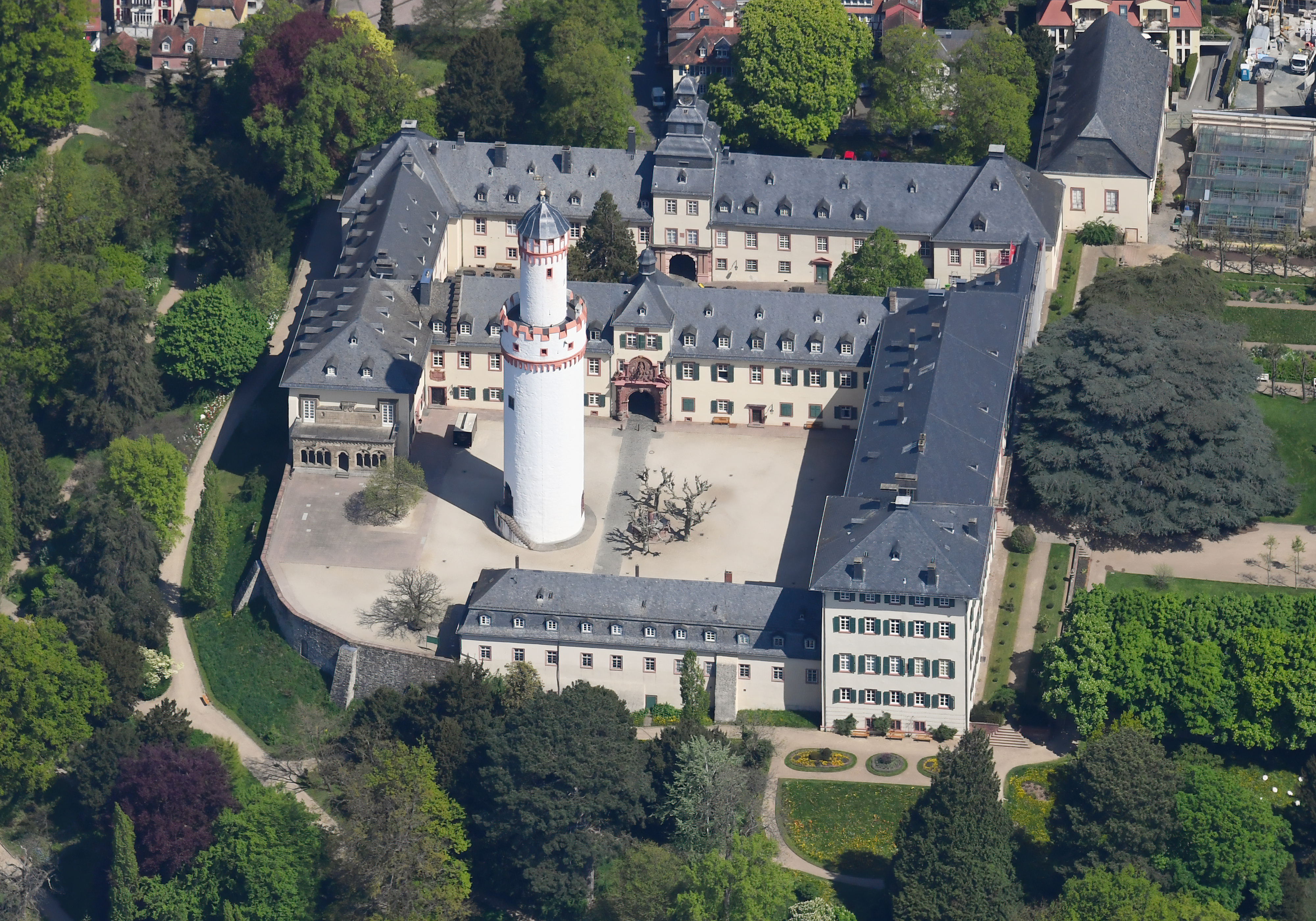
Vue aérienne

Le château de Bad Homburg est la résidence du landgrave de Hesse-Hombourg, et devient après 1866, la résidence estivale des rois de Prusse et empereurs allemands. Il se situe à Bad-Hombourg.

## Architecture
Le château a la forme d'un rectangle (avec un coin arrondi au parc) d'une longueur de 120 mètres de côté (est-ouest) et de 100 mètres du sud au nord. 
La cour supérieure est conçue comme une terrasse ouverte à l'ouest et permet de dégager la vue vers le palais. La Tour Blanche, une des tours du donjon du XIVe siècle est aujourd'hui l'emblème de Bad Hombourg. Sa hauteur totale est de 48,11 m.

## Histoire
La première construction remonte au XIIe siècle.
Le landgrave Frédéric II de Hesse-Hombourg démolit le château en 1660, seul le donjon est conservé. Le château actuel est construit sous la supervision de Paul Andrich, de 1680 à 1685.
Après la guerre de 1866, la Prusse annexe la Hesse-Homboug dont venait d'hériter la Hesse-Darmstadt. 
L'empereur Guillaume Ier a séjourné plusieurs fois au château, tout comme son fils et successeur, Frédéric III avec sa femme Victoria. Mais il avait une faiblesse particulière pour le château qui lui servait, ainsi qu'à sa famille, de résidence d'été. Bad-Hombourg était une ville de cure, rendez-vous de l'aristocratie européenne. De nombreuses modifications et transformations ont été réalisées au  cours des ans, tout en préservant les bâtiments historiques, ainsi de l'installation de salles de bains et de toilettes, de la pose de lignes électriques, des salles de téléphone et la fusion de plusieurs pièces. 
Après 1918, le château passe sous l'administration des palais d'État et en 1945 dans l'administration de l'État, qui est également basée ici depuis 1947.

## Source
- (de) Cet article est partiellement ou en totalité issu de l’article de Wikipédia en allemand intitulé « Schloss Bad Homburg » (voir la liste des auteurs).